# 国鉄タキ21800形貨車
国鉄タキ21800形貨車（こくてつタキ21800がたかしゃ）は、かつて日本国有鉄道（国鉄）及び1987年（昭和62年）4月の国鉄分割民営化後は日本貨物鉄道（JR貨物）に車籍を有した私有貨車（タンク車）である。

## 概要
本形式は、トリクロロエタン専用の35t 積タンク車として1971年（昭和46年）12月16日に1両（コタキ21800）、1973年（昭和48年）2月26日に1両（コタキ21801）が、日立製作所の1社のみで製作された。
記号番号表記は特殊標記符号「コ」（全長 12 m 以下）を前置し「コタキ」と標記する。
トリクロロエタンを専用種別とする貨車は、本形式の他には例がなく唯一の存在であった。
所有者は東洋曹達工業1社のみであり、その常備駅は周防富田駅（その後1980年（昭和55年）10月1日新南陽駅に改名）であった。
純度保持のためタンク体はステンレス鋼製であり、荷役方式は上入れ、吐出管からの下出し方式である。
車体色はステンレス鋼製のため無塗装とされ、寸法関係は全長は11,100mm、全幅は2,438mm、全高は3,700mm、台車中心間距離は7,000mm、実容積は26.9m3、自重は15.0t、換算両数は積車5.0、空車1.4であり、台車はベッテンドルフ式のTR41Cである。
1979年（昭和54年）10月より化成品分類番号「96」（有害性物質、毒性のあるもの）が標記された。
1987年（昭和62年）4月の国鉄分割民営化時には全車がJR貨物に継承されたが、1989年（平成元年）3月に全車一斉に廃車となり同時に形式消滅となった。